# Ante Pandaković
Dr Ante Pandaković (Zagreb, 1891. – 1968.) je bio hrvatski nogometni trener, športaš, športski djelatnik i športski dužnosnik (u Hrvatskom športskom savezu od početaka, predsjednik Nogometnog saveza Jugoslavije od 1928. do 1930.). Pored nogometa i skijanja, bavio se bavio alpinizmom, kajakaštvom, planinarstvom, tenisom.
Pohađao je Klasičnu gimnaziju u Zagrebu koju je završio 1909. godine.
Po struci bio je diplomirani pravnik.
Bio je brat Mirka Pandakovića. Njih su dvoje bili jednima od najaktivnijih športaša (jedan od utemeljitelja hrvatskog skijanja) i športskih djelatnika. Obojica su obnašali brojne dužnosti u hrvatskom i ondašnjem jugoslavenskom športu.
Braća su sudjelovala u prvim organiziranim
aktivnostima u skijaškom športu, a Ante je bio referent skijaške sekcije Hrvatskog športskog saveza.
S bratom Mirkom sudjelovao je 1907. u osnivanju Zagrebačkog športskog kluba Viktorija. Poslije su godinama bili najagilniji članovi i istaknuti predsjednici tog kluba.
Ante Pandaković je 1913. uz Rikarda Wickerta i Ivu Lipovšćaka u Mrkoplju organizirao prvi organizirani skijaški tečaj u Hrvatskoj.
Iduće je godine održan drugi tečaj i tom prigodom prvo prvenstvo Hrvatske i Slavonije u skijaškom trčanju. Izvori se ne slažu tko je pobijedio: jedni navode Antu Pandakovića, drugi njegova brata Mirka.
Uoči Prvog svjetskog rata Ante se s bratom Mirkom aktivirao i u planinarstvu kao pioniri hrvatskog športa: s još desetak planinara izveli su prvi zimski planinarski uspon na skijama u Hrvatskoj na vrh Bjelolasice.
Poslije rata najaktivniji je bio u nogometu. Manje je poznato da je radio kao kvalificirani skijaški učitelj, da je organizirao teniski i kajakaški šport, te da je bio odbornik i jedan od
suosnivača Jugoslavenskog olimpijskog odbora u kojemu je obavljao i dužnost tajnika.
Kao izbornik vodio je jugoslavensku reprezentaciju od 30. svibnja 1926. do 26. siječnja 1930. godine. Na svjetskom je nogometnom prvenstvu 1930. godine nije vodio zbog srpskog centralističkog udara na nogomet. Sjedište Jugoslavenskog nogometnog saveza je te godine premješteno iz Zagreba u Beograd, 5. travnja su iz Zagreba javili JNS-u da hrvatski igrači neće igrati na najavljenoj utakmici 13. travnja protiv Bugarske pa je na toj utakmici reprezentaciju vodio Boško Simonović.
Kad se snimao srpski film Montevideo, Bog te video, Antu Pandakovića je na filmskom platnu utjelovio hrvatski trener Miroslav Blažević.